# Marat Chusnutdinov
Marat Achmatovitj Chusnutdinov, ryska: Марат Азаматович Хуснутдинов, född 17 juli 2002, är en rysk professionell ishockeyforward som spelar för Minnesota Wild i National Hockey League (NHL).
Han har tidigare spelat för SKA Sankt Petersburg och HK Sotji i Kontinental Hockey League (KHL); SKA-Neva i Vyssjaja chokkejnaja liga (VHL) samt SKA-1946 i Molodjozjnaja chokkejnaja liga (MHL).
Chusnutdinov draftades av Minnesota Wild i andra rundan 2020 års draft som 37:e totalt.

## Statistik
| 2019–2020  | SKA-1946             | MHL        | 44  | 13 | 25 | 38 | 16 | 2  | 0 | 0 | 0  | 2  |
| 2020–2021  | SKA Sankt Petersburg | KHL        | 12  | 0  | 2  | 2  | 2  | —  | — | — | —  | —  |
|            | SKA-Neva             | VHL        | 4   | 1  | 0  | 1  | 2  | —  | — | — | —  | —  |
|            | SKA-1946             | MHL        | 10  | 3  | 11 | 14 | 6  | —  | — | — | —  | —  |
| 2021–2022  | SKA Sankt Petersburg | KHL        | 32  | 5  | 7  | 12 | 8  | 16 | 1 | 3 | 4  | 6  |
|            | SKA-1946             | MHL        | —   | —  | —  | —  | —  | 4  | 1 | 0 | 1  | 2  |
| 2022–2023  | SKA Sankt Petersburg | KHL        | 63  | 11 | 30 | 41 | 18 | 16 | 1 | 6 | 7  | 6  |
| 2023–2024  | SKA Sankt Petersburg | KHL        | 6   | 0  | 0  | 0  | 0  | —  | — | — | —  | —  |
|            | HK Sotji             | KHL        | 49  | 6  | 14 | 20 | 10 | —  | — | — | —  | —  |
|            | Minnesota Wild       | NHL        | 1   | 0  | 0  | 0  | 0  | —  | — | — | —  | —  |
| NHL totalt | NHL totalt           | NHL totalt | 1   | 0  | 0  | 0  | 0  | —  | — | — | —  | —  |
| KHL totalt | KHL totalt           | KHL totalt | 162 | 22 | 53 | 75 | 38 | 32 | 2 | 9 | 11 | 12 |
| MHL totalt | MHL totalt           | MHL totalt | 54  | 16 | 36 | 52 | 22 | 6  | 1 | 0 | 1  | 4  |

### Internationellt
| Källa: Uppdaterad: 2024-03-16 | Källa: Uppdaterad: 2024-03-16 | Källa: Uppdaterad: 2024-03-16 |         | Utv = Utvisningsminuter | Utv = Utvisningsminuter | Utv = Utvisningsminuter | Utv = Utvisningsminuter | Utv = Utvisningsminuter |
| År                            | Lag                           | Mästerskap                    | Matcher | Mål                     | Assists                 | Poäng                   | Utv                     |                         |
| ----------------------------- | ----------------------------- | ----------------------------- | ------- | ----------------------- | ----------------------- | ----------------------- | ----------------------- | ----------------------- |
| 2019                          | Ryssland                      | Hlinka Gretzky                | 5       | 0                       | 3                       | 3                       | 2                       |                         |
| 2019                          | Ryssland                      | U18-VM                        | 7       | 1                       | 2                       | 3                       | 4                       |                         |
| 2021                          | Ryssland                      | JVM                           | 7       | 2                       | 3                       | 5                       | 2                       |                         |
| Junior totalt                 | Junior totalt                 | Junior totalt                 | 19      | 3                       | 9                       | 12                      | 8                       |                         |